# Мадаргандж (подокруг)
Мадаргандж (бенг. মাদারগঞ্জ, англ. Madarganj) — подокруг на севере Бангладеш в составе округа Джамалпур. Образован в 1906 году. Административный центр — город Мадаргандж. Площадь подокруга — 225,38 км². По данным переписи 1991 года численность населения подокруга составляла 201 995 человек. Плотность населения равнялась 896 чел. на 1 км². Уровень грамотности населения составлял 17,3 %. Религиозный состав: мусульмане — 98 %, индуисты — 1,91 %, христиане — 0,01 %, прочие — 0,08 %.